# Seymour (Indiana)
Seymour é uma cidade localizada no estado americano de Indiana, no Condado de Jackson.

## Demografia
Segundo o censo americano de 2000, a sua população era de 18.101 habitantes.
Em 2006, foi estimada uma população de 19.111, um aumento de 1010 (5.6%).

## Geografia
De acordo com o United States Census Bureau tem uma área de
28,1 km², dos quais 28,1 km² cobertos por terra e 0,0 km² cobertos por água. Seymour localiza-se a aproximadamente 171 m acima do nível do mar.

## Localidades na vizinhança
O diagrama seguinte representa as localidades num raio de 24 km ao redor de Seymour.